# Cantonul Split-Dalmația
Cantonul Split-Dalmația este una dintre cele 21 unități administrativ-teritoriale de gradul I ale Croației. Are o populație de 463.676 locuitori (2001). Reședința sa este orașul Split. Cuprinde 16 orașe și 39 comune.